# Семь Ключей (Татарстан)
Семь Ключей — деревня в Апастовском районе Татарстана. Входит в состав Сатламышевского сельского поселения.

## География
Находится в западной части Татарстана на расстоянии приблизительно 14 км на север от районного центра посёлка Апастово на автомобильной дороге Казань-Ульяновск.

## История
Основана во второй половине XVII века. Упоминалась также как Семи-Ключи. В 1891 году была открыта земская школа.

## Население
Постоянных жителей было в 1782 — 83 души мужского пола, в 1859 — 309, в 1897 — 392, в 1908 — 483, в 1920 — 433, в 1926 — 408, в 1938 — 287, в 1949 — 253, в 1958 — 249, в 1970 — 191, в 1979 — 141, в 1989 — 120. Постоянное население составляло 99 человек (русские 59 %, татары 33 %) в 2002 году, 85 — в 2010.